# Алжирсько-марокканський прикордонний конфлікт
Алжи́рсько-марокка́нський прикордонний конфлікт також відомий як Піщана війна (араб. حَرْبُ الرِّمَال, латиніз. Ḥarb ar-Rimāl) — військовий конфлікт, що стався між Марокко й Алжиром восени 1963 року.

## Передумови

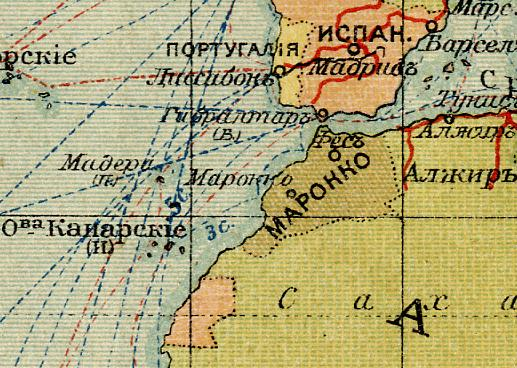
Марокко у 1908 році

Ще за колоніальних часів Алжир та Марокко належали Франції. Колоніальна влада кілька разів змінювала кордон між цими колоніями. Після здобуття незалежності 1956 року Марокко висунуло територіальні претензії до Алжиру на 200 кілометрів. Найгостріша ситуація склалась у районі провінції Тіндуф на заході Алжиру, оскільки там розташовувалось велике родовище залізної руди.

## Хронологія конфлікту

Кордон між Марокко та Алжиром у 1963

Восени 1963 року обстановка на кордоні різко загострилась, почались повномасштабні бойові дії. 14 жовтня 1963 року війська Марокко почали наступ в районі Колон-Беша й заглибились в Алжир на 100 кілометрів.
11-18 лютого 1964 року було скликано надзвичайну сесію Ради міністрів Організації африканської єдності. Було ухвалено рішення про відведення військ на вихідні позиції. Кордон між Марокко й Алжиром залишився сталим.
15 червня 1972 року в Рабаті були підписані угоди між Марокко й Алжиром. Ці угоди передбачали співробітництво між двома країнами та спільний видобуток запасів залізної руди в районі Колон-Беша й Тіндуфа, через які стався конфлікт.
17 травня 1973 року Алжир ратифікував підписану угоду, Марокко ратифікував цю угоду в травні 1989 року 